# Nissan Cima

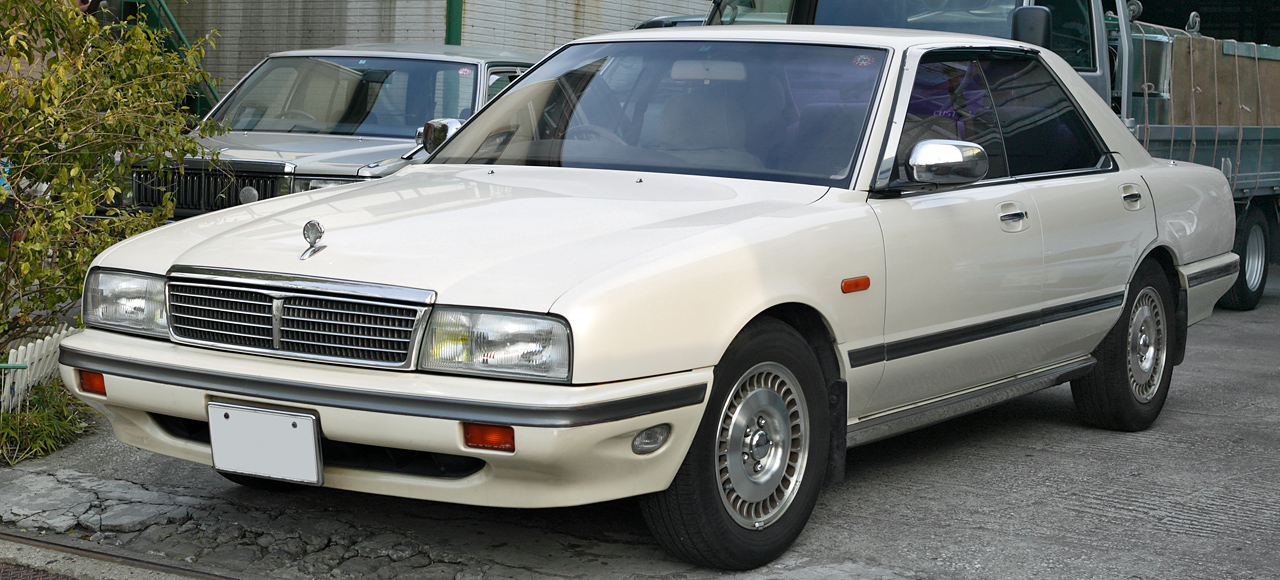
Nissan Cima (1ra generació)

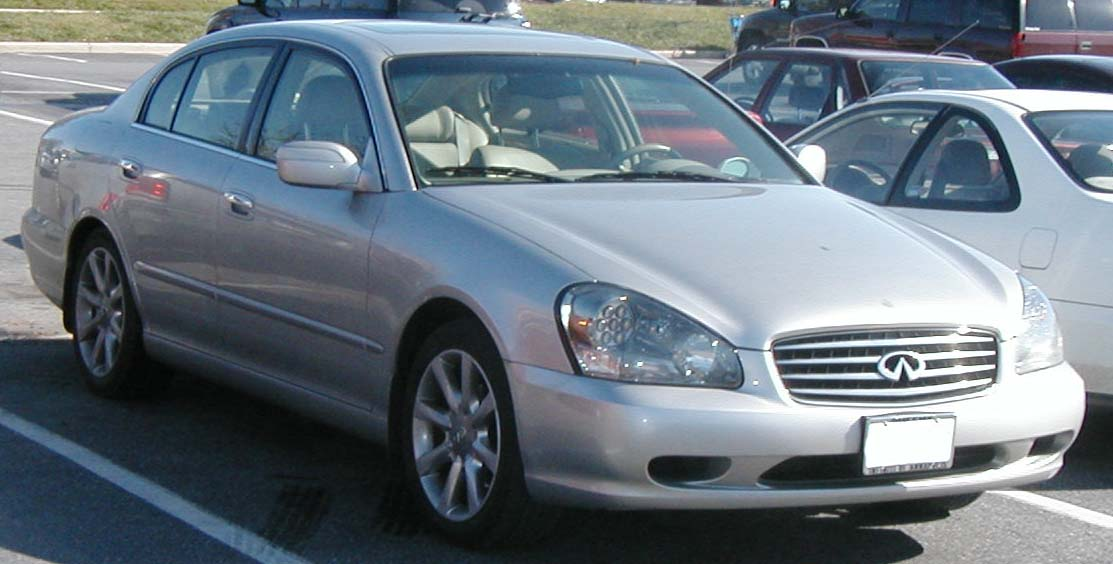
Infiniti Q45 (3ra generació)

El Nissan Cima (日産・シーマ Nissan Shīma) és un automòbil sedan del segment F o full-size luxury produït per la marca d'automòbils japonesa Nissan i comercialitzat únicament al mercat domèstic japonés. El nom del cotxe deriva del terme en castellà per al mot "cim". El guarniment del capó emprava la imatge d'una fulla d'acant, planta utilitzada a la grècia clàssica per a fer corones.
Al Japó, el Nissan Cima ha estat considerat tradicionalment com el rival del Toyota Crown Royal Saloon G i, posteriorment, del Toyota Crown Majesta. Durant les dues primeres generacions del Cima, aquest fou una versió més gran i luxosa dels Cedric i Gloria però equipat amb la motorització V8 del Nissan President, el màxim automòbil de la companyia i competència directa del Toyota Century. El Nissan Cima fou presentat el 1988 i estava basat en el xassís allargat del Cedric/Gloria. Amb les seues bones vendes, 64.000 unitats durant el primer any i 120.000 als quatre primers anys, el Cima va esdevindre un símbol de l'"economia de la bambolla", compresa entre els darrers anys de l'era Showa i els primers de l'era Heisei.
El Cedric Cima va ser comercialitzat als concessionaris de Nissan Motor Store, mentres que el Gloria Cima fou comercialitzat a Nissan Prince Store. Les posteriors generacions del Cima van compartir plataforma amb el "President", sent així més curt i permetent a Nissan comercialitzar-lo pels concessionaris de Nissan Prince Store. Les posteriors generacions del Cima foren exportades als EUA amb el nom d'Infiniti Q45. El Q45 es deixà de comercialitzar el 2006, tot i que el Cima/President va continuar la seua producció fins a l'agost de 2010, deixant després el Nissan Fuga com l'únic automòbil de luxe a la marca. L'abril de 2012 la denominació "Cima" fou ressuscitada per a la creació d'un nou model de màxim luxe de la marca basat en l'allargament de la plataforma del Fuga. Aquesta generació de 2012 seria exportada als EUA com a Infiniti M o Q70L des del 2015. Durant la segona meitat del 2020 s'anuncià que el Cima es deixaria de produir degut a les baixes vendes que el model tenia els darrers temps.